# Semeniči
Gospodje Semenič (nemško Semenitsch, Zemenitsch, Semeniz) so slovenska plemiška družina (predstavniki nižjega plemstva), ki je izvirala iz takratne Marke Metlike (današnje Bele krajine).

## Zgodovina
Prve omembe družine segajo v 14. stoletje, ko so bili Semeniči ministeriali (nižje plemstvo) Goriških grofov. Oton (I.) Semenič (Ott Semenicz) je v listini iz leta 1367 omenjen kot posestnik hiše v Metliki in to je prva znana omemba koga iz te rodbine.
V 15. stoletju se je družina razvejala o čemer priča npr. seznam vitezov in hlapcev na Kranjskem (nemško Ritter und knecht in Kreyn) iz leta 1446, kjer je navedenih kar šest Semeničev kar jih uvršča na drugo mesto po številčnosti rodbin na tem seznamu.
Rodbina je v 16. in 17. stoletju začela ekonomsko nazadovati zaradi turških vpadov in fevdnih bojev med Habsburžani in Celjskimi grofi. V tem obdobju se premoženje družine močno zmanjša in premakne bolj proti severu na ozemlje današnje Dolenjske.
Družina po moški strani najverjetneje izumre leta 1733 s smrtjo duhovnika Janeza Krištofa Semeniča, po ženski strani pa leta 1778 s smrtjo Marije Ane Kristine, poročene Bosizio, ter Katarine Semenič.

## Posesti in gradovi
Semeničev stolp nad Zapužami pri Mirni
Grad Turn pri Semiču
Dvor pri Semiču
Dvor Turn pri Dragatušu
Grad Vinica
Grad Žumberk
Dvor Smuk
Dvor Dominiče
Dvora Grundelj in Selo
Dvor Mačerole
Dvor Klevišče
Dvor Vrh pri Škocjanu
Dvor Dol pri Litiji